# 旅行者腹瀉
旅行者腹瀉（traveler's diarrhea，簡稱TD）是一種腸胃道感染疾病。旅行者腹瀉的定義是指在旅途之中，持續排出未成形糞便的狀態。常常伴隨著腹部痙攣性的疼痛、噁心、發燒、脹氣。偶而伴隨著血痢。大多數的旅行者在毋需任何治療下，四天內可痊癒。大約只有10%左右的人症狀持續一周。
超過半數以上的旅行者腹瀉均是由細菌引起。腸毒性大腸桿菌（ETEC）是最常見的病原，但在東南亞是以曲狀桿菌為主。有百分之十到百分之二十的案例是因為諾羅病毒。像鞭毛蟲一樣的原生動物會導致較長的病程。旅行者腹瀉主要會在旅行的前兩周、主要影響年輕人。且來自已開發國家的患者較多。
避免腹瀉的建議，包含只食用妥善清潔和烹煮的食物﹑飲用瓶裝水，以及時常洗手。霍亂疫苗雖然對治療霍亂有效，但治療旅行者的腹瀉之療效仍有待釐清。預防性的抗菌藥物一般而言不建議使用。初步的治療方式包含喝下大量的液體，並且補充流失的鹽分（口服補充脫水療法）。在症狀持續的情況下，建議使用抗生素，而且可以跟樂必寧搭配服用以降低腹瀉情形。只有不到3%的個案需要住院。
发展中国家的旅客受旅行者腹瀉的影響比例約為20-50% ；在前往亞洲（日本除外）、中東、非洲、墨西哥與中南美洲等國度的旅者中常見。旅行者腹瀉與後來的大腸激躁症和格林－巴利综合征有關。旅行者腹瀉在英文世界的通俗名稱很多，例如「蒙特祖馬的復仇」（Montezuma's revenge）和「德里肚」（Delhi belly）。